# Flavio Lucio
Flavio Lucio  (fl. 408-413) fue un político romano del siglo V que desarrolló su carrera en el sector oriental del Imperio.

## Carrera pública
En el año 408 era comes sacrarum largitionum porque se le menciona como tal en una ley del 27 de enero de 408. Se cree que ejerció el cargo en la corte oriental.
En el año 413 fue cónsul con Heracliano, de nuevo en Constantinopla.